# Aggies de l'UC Davis
Les Aggies de l'UC Davis (appelés également par Ags, Aggies ou Cal Aggies) sont les équipes sportives qui représentent l’université de Californie à Davis (UC Davis). Pour le football américain, les Aggies participent à la Division I Football Championship Subdivision de la National Collegiate Athletic Association (NCAA), anciennement appelée Division I-AA et sont membres de la Big Sky Conference, accordant à UC Davis la distinction d’être l’un des trois seuls campus UC à proposer du football américain (Cal et UCLA étant les deux autres). Les Aggies sont également membres de la Mountain Pacific Sports Federation (en) pour la gymnastique féminine et la crosse féminine, de la conférence America East pour le hockey sur gazon  et de la Western Water Polo Association (en) pour la water-polo masculin.

## L'histoire
Les réalisations des Aggies en Division II ont motivé une décision (après une année de discussions intenses de la part des administrateurs du campus, du corps professoral, du personnel enseignant, des étudiants, des anciens élèves et de la communauté locale) de reclassifier le programme sportif en division I,. 

## Sports pratiqués

### Baseball
L’équipe de baseball des Aggies est membre de la conférence Big West, qui fait partie de la division I de la NCAA. L’équipe joue ses matchs à domicile au Dobbins Stadium (en), qui compte 3 500 places. 

### Basketball

#### Basketball masculin
Les équipes masculines et féminines de basketball participent actuellement à la conférence Big West . L'équipe joue ses matchs à domicile dans une arène de 7 600 places appelée The Pavilion at ARC (en). 

### Football américain
Le programme de football d'UC Davis commence en compétition en 1915 et forme une équipe chaque année depuis, excepté en 1918 pendant la Première Guerre mondiale et de 1943 à 1945 pendant la Seconde Guerre mondiale, lorsque le campus, alors connu sous le nom d'University Farm, est fermé.
Ken O'Brien (en) est l'un des joueurs notables des Aggies. Sélectionné au premier tour de la draft 1983 de la NFL, 24e choix, par les Jets de New York, il est sélectionné deux fois pour le Pro Bowl lors de sa carrière.